# Aukusitino Aitupe
Aukusitino Aitupe (ur. 23 stycznia 1985) – samoański piłkarz występujący na pozycji bramkarza. W 2012 roku wziął udział w Pucharze Narodów Oceanii.